# 日本国際ギデオン協会
一般財団法人日本国際ギデオン協会（にほんこくさいギデオンきょうかい）は、国際ギデオン協会の日本支部であり、旧約聖書並びに新約聖書などを無料配布し、キリスト教の布教活動を行っている法人。元文部科学省所管。ギデオンとは旧約聖書の『士師記』に記録されているヘブライ人の士師の名前である。

## 設立
1949年ダグラス・マッカーサーの要請により、1950年9月1日に東京支部が日本で最初のギデオン協会支部として発足された。1998年の第48期まで国際ギデオン協会の援助により活動していたが、2000年からは贈呈用聖書購入費を国内で自給し、自立した活動を行っている。日本の支部数は2020年5月時点で170支部であり、累計聖書贈呈数は41.3百万冊である。

## 主な事業
- プロテスタント・クリスチャン実業人並びに、専門職業人の、この目的のための協力と交わり。
- 個々のギデオン会員によって個人的立証を行い、個人伝道をすること。
- 新約聖書をホテル、旅館、病院に無料備付け、または新約聖書を中学生、高校生、大学生、警察官、自衛隊員、療養所患者、看護師等に無料配布すること。なお、中学校の校門の前で待ち伏せし、聖書を配る行為は賛否両論ある。

### 所在地
- 本部：東京都千代田区神田駿河台2-1